# 克诺索斯御座厅
克诺索斯御座厅位于希腊克里特岛克诺索斯的宫殿建筑群内，克诺索斯宫殿建成于公元前15世纪，是米诺斯文明的主要中心之一。这个御座厅也被认为是欧洲最古老的御座厅。 

## 环境
1900年，英国考古学家阿瑟·埃文斯在克诺索斯进行第一阶段发掘时发掘出了御座厅。它位于宫殿建筑群的中心和中央庭院的西部。这个御座厅被认为是爱琴海地区最古老的石制王座，实际上可能是欧洲最古老的石王座。房间的北墙上有一个雪花石膏制成的座椅，埃文斯将其称为“王座”，两侧有两只趴着的的狮鹫看向它。此外，它的三个侧面都有石膏长凳。经过研究发现，它是一个更大房间的一部分，还包括一个前厅和一个带有壁架的内室，它们可能共同组成了一个神堂。王座室可从前厅通过两扇双门进入。根据埃文斯的估计，御座厅和前厅一共可以容纳三十人。该房间最终在米诺斯IIIA时期晚期建成为考古学家看到的样式，根据分析，公元前1460年，当时的人们在对克诺索斯宫殿进行扩建时修建了御座厅。

## 目的

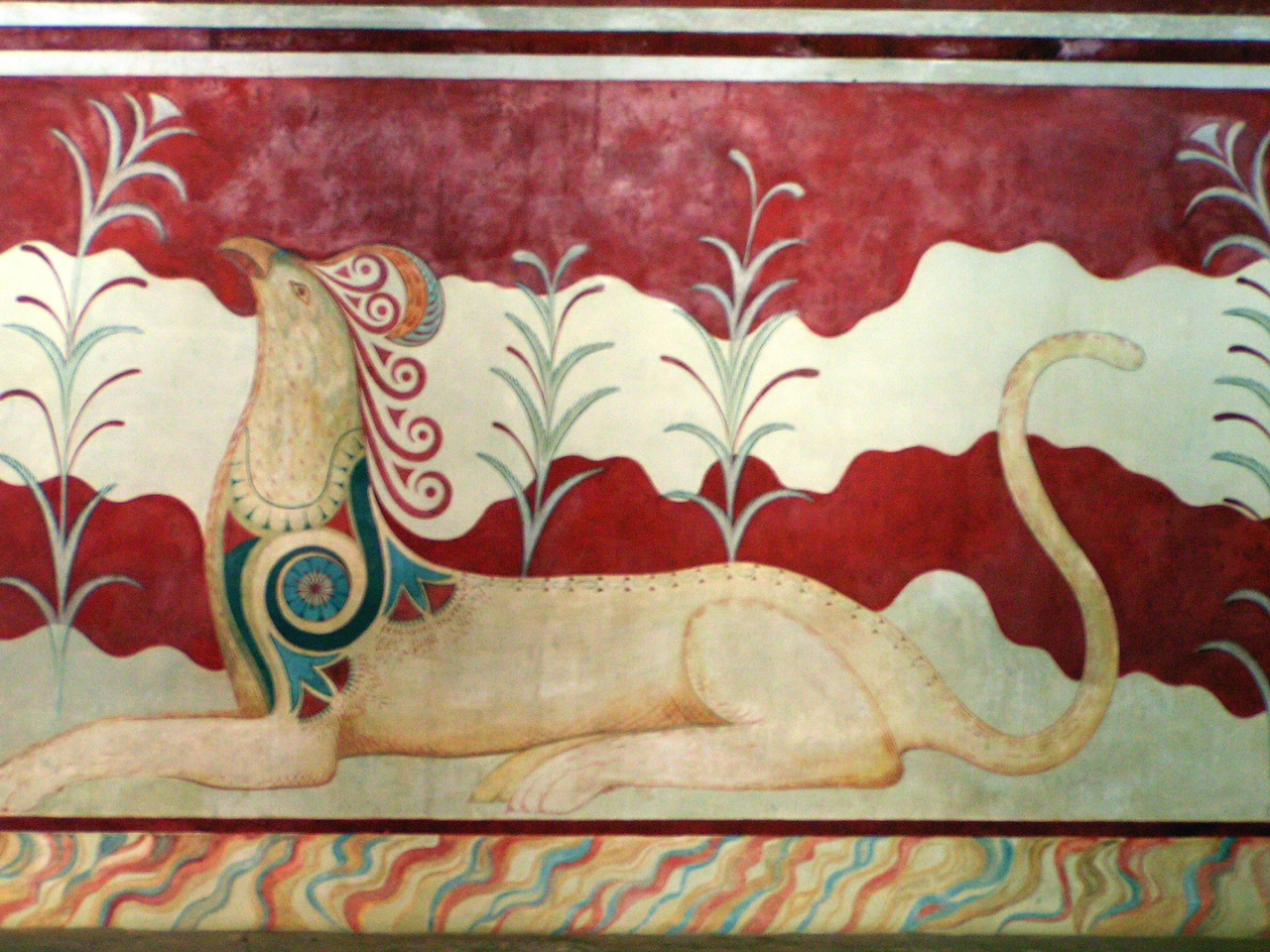
面对王座的两只狮鹫

最初，埃文斯认为这个区域是为了宗教目的而设计的，同时他声称这是一位国王祭祀的王座，而狮鹫的存在证实了这位国王在某种程度上超越了凡人的境界。他还认定石王座就是希腊神话中的克里特岛国王米诺斯的王座。然而，考古学家赫尔加·鲁施和弗里德里希·马茨认为御座厅其实是某位女性神祇的圣所，坐在那里的女祭司是她的模仿者。墙壁周围的石凳暗示着这里可能曾是一个议会，抑或是一个法庭，而埃文斯称之为“洁身盆”的凹陷区域在一侧被部分隔开，用于沐浴仪式。鉴于国王同时拥有民事和宗教权力，无论是议会还是法庭，这些事物开始之前都要举办一种神圣的仪式，这一观点是无可争议的。
根据各种观点，王座本身实际上可能具有比政治更多的宗教意义，在重演涉及女祭司的顿悟仪式中发挥着作用，正如壁画中的狮鹫、棕榈树和祭坛的图像所暗示的那样。近代，曾有人猜测该房间仅在一年中的特定时间的黎明时用于特定仪式。

## 迈锡尼的影响
多位考古学家认为，这个房间包括它家具很可能可以追溯到公元前1450年左右迈锡尼人接管克里特岛的时期，当时克里特岛的政治状况完全不同。在克里特岛各处，精英坟墓、个人墓葬和迈锡尼人的线形文字B同时出现就体现了这一点。当时，克诺索斯的宫殿似乎进行了细微的修改，以增加御座厅等功能。值得注意的是，两只对立狮鹫的风格化绘画在迈锡尼后期的壁画中很流行，但在迈锡尼人入侵之前从未被发现过。例如，在伯罗奔尼撒半岛的皮洛斯的迈锡尼宫殿的御座厅中也发现了类似的墙壁装饰。

## 其他相关
- 爱琴文明壁画列表